# Agylla restricta
Agylla restricta là một loài bướm đêm thuộc phân họ Arctiinae, họ Erebidae.